# Lucie Křížková
Lucie Křížková, rozená Váchová (* 4. září 1984, Příbram) je vítězka soutěže Miss České republiky v roce 2003.

## Život

### Před titulem Miss
Když se zúčastnila soutěže Miss ČR, studovala Váchová gymnázium v Příbrami. Do sedmnácti let cvičila závodně sportovní gymnastiku, kvůli úrazu s ní musela skončit, ale v oddílu Sokol Příbram zůstala a dál trénuje družstvo malých děvčat.[zdroj?]

### Soutěže krásy
O účasti na Miss ČR Váchová snila již od dětství, poprvé víc sledovala soutěž v roce 1995, kdy ji vyhrála pozdější Miss Europe Monika Žídková, tedy v jedenácti letech. Váchovou ale přihlásili do soutěže Miss ČR 2003 její přátelé z gymnastického oddílu. Do finále postoupila jako vítězka semifinálového kola Miss Západní Čechy.[zdroj?]
Finále soutěže Miss ČR 2003 proběhlo 12. dubna v Brně. Největší sympatie veřejnosti patřily Kláře Medkové, která získala titul Miss sympatie a Miss televizních diváků, ale u poroty ji porazila Váchová, která se tak stala patnáctou Miss České republiky.[zdroj?]
Podle oficiálních údajů měřila při soutěži 178 cm, vážila 59 kg a její míry byly 90-60-90.
Váchová dostala příležitost zúčastnit se jako zástupkyně České republiky soutěže Miss World v Číně a stala se První vicemiss World Sports, což je sportovní soutěž účastnic Miss World. Vítězka této soutěže získává právo postupu do semifinále hlavního konkursu, Kanaďanka íránského původu Afsinová-Jamová toto právo proměnila v titul První vicemiss World, zatímco Váchová se mezi patnáct semifinalistek nedostala. Po návratu z Číny se ale Váchová svěřila s pocitem, že byla soutěž Miss World Sports zmanipulována v její neprospěch.
Krátce před maturitou odcestovala Váchová také do ekvádorského Quita na soutěž Miss Universe 2004, ale nepostoupila tam do patnáctičlenného semifinále, přestože byla považována za jednu z favoritek.

### Kariéra Miss
Titul miss otevřel Křížkové cestu k modelingu. Mimo jiné se stala tváří kosmetické značky Vivien.[zdroj?]
Zúčastnila se konkurzu na post moderátorky počasí v TV Nova, kde byla vybrána spolu s Radkou Kocurovou, už v únoru 2005 ale z osobních důvodů spolupráci ukončila a dál se věnovala hlavně modelingu a studiu.[zdroj?]
V roce 2006 studovala právo v podnikání na soukromé vysoké škole v Karlových Varech, po absolvování se chtěla věnovat obchodnímu právu.
Pokračovala také v trénování mladých příbramských gymnastek. Její oddíl Sokol Příbram získal prémii sto tisíc korun pro patrony, kteří ji do soutěže Miss ČR přihlásili – za ně koupil nové gymnastické nářadí.
Mezi její charitativní projekty patří patronát dětských domovů v Tuchlově a Krupce.[zdroj?]

### Soukromý život
Lucie je od 7. srpna 2009 vdaná za jachtaře Davida Křížka. V roce 2012 se jim narodil syn David a v lednu roku 2017 dcera Lola.[zdroj?]

## Filmografie
Váchová hrála také několik drobných filmových či televizních rolí:
- 2006 – Experti
  - Zahradník (digitální film)
  - Prachy dělaj člověka
- 2004 – Redakce (TV seriál)
- od roku 2018 účinkuje v reklamní kampani společnosti Kaufland po boku Zdeňka Pohlreicha